# مسجد شاي وان
مسجد شاي وان هو مسجد في حي شاي وان في هونغ كونغ التابعة اداريا لجمهورية الصين الشعبية، يعد مسجد شاي وان المسجد الخامس الذي بني في هونغ كونغ .

## التاريخ
لتعويض المقبرة والمسجد الصغير في هو مان تين في عام 1963، قدمت الحكومة البريطانية في هونغ كونغ أرض للمقبرة في كيب كولينسون وشيدت عليه مسجد صغير سمي مسجد شاي وان، والذي افتتح في الرابع من شهر آب من عام 1963، وكان في المقام الأول يستخدم المسجد لأداء صلاة الجنازة، في البداية لم تكن تؤدى وتعقد الصلوات العادية الخمس، كان أن المسجد يقع في منطقة معزولة جدا وليس هناك أي من المسلمين يعيش في هذه المنطقة، لكن استقرت المزيد والمزيد من العائلات المسلمة في شاي وان، وبدأت بأداء صلواتهم اليومية في المسجد، وقد قام أمناء صندوق الجماعة الإسلامية في هونغ كونغ بتجديد المبنى بأكمله في عام 2005، وكان قد تم تركيب مكيفات الهواء في قاعة الصلاة الرئيسية، ووفي السابع عشر من شهر مايو من عام 2010 اختار المجلس الاستشاري للمتاحف والآثار مسجد شاي وان كمبنى تاريخي الدرجة الثالثة.

## العمارة
مساحة المسجد الرئيسي كرس وصمم من ثلاث قاعات صلاة كللت ببنائها بالرخام الأبيض الفاخر، أما ما هو خارج قاعة الصلاة فهو فضاء مفتوح خصص للاجتماع بالمناسبة الدينية الصغيرة.

## الناس والمجتمع
إمام مسجد شاي وان هو من المسلمين الصينيين من أصول البر الرئيسى في الصين، يجاور المسجد مطعم صيني يقدم اللحوم والطعام الحلال لجموع المسلمين الصينيين، بالإضافة لتوفير المسجد جو الاستمتاع بالحياة الاجتماعية، المسجد يمكن الوصول إليه على مسافة قريبة من محطة جنوب غرب تشاي وان من قطار النقل الجماعي في هونغ كونغ .